# Estação Arganda del Rey
Arganda del Rey é uma estação da Linha 9 do Metro de Madrid, que une a cidade de Arganda del Rey com a capital.